# Базилика Воздвижения Всечестного Креста
Базилика Воздвижения Всечестного Креста (укр. Базиліка Воздвиження Всечесного Хреста) — римско-католическая церковь в Черновцах, имеющая статус малой базилики, первая каменная постройка города.

## История
В 1778 году в Черновцах было закончено строительство первого костёла, который стал прототипом костёла Воздвижения Всечестного Креста. Костёл был деревянным, с башней, и находился на площади напротив настоящего костёла. По распоряжению австрийского императора Иосифа II в 1787 году, во время его пребывания в Черновцах, было начато строительство нового (каменного) костёла, строительство которого продолжалось 27 лет. Из-за недостатков в проектировании при возведении костёла дважды падала башня. Старый деревянный костёл передали протестантам, а на площади установили крест с лепным изображением Девы Марии (крест стоял до 1950 года).

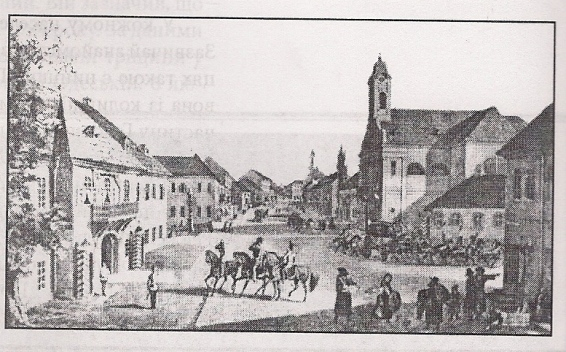
Базилика Воздвижения Всечестного Креста, 1840 год

Только в 1814 году строительные работы были наконец завершены. 29 июля 1814 года состоялось праздничное освящение нового костёла Воздвижение Всечестного Креста. Специально для австрийского императора в костёле построили трон, на котором он сидел во время богослужения. В храме Воздвижения Всечестного Креста император встречался с русским царем Александром I во время его визита в Черновцы.
Сначала кроме римо-католиков храм для богослужений использовали греко-католики и армяно-католики, пока у них самих не появились собственные храмы. Длительное время католическая церковь с её высоким шпилем являлась архитектурной доминантой Черновцов. Саму башню использовали как наблюдательный пункт для своевременного обнаружения пожаров. В 1818 году на башне костёла были установлены часы. В 1861 году костёл по неизвестным причинам горел, особенно пострадала входная часть. В 1866 году храм был восстановлен, и тогда же в нём появился орган, который в 1870-х годах получил две медали: одну в Вене, а вторую — в Париже, как лучший по тембру орган во всей Европе.
В 1910 году в Черновцах насчитывалось 23 000 католиков — 27 % от общего количества населения. После Второй мировой войны, когда большинство немцев и поляков покинуло Буковину, в городе осталось только 2000 католиков. Несмотря на это костёл функционировал на протяжении всего советского периода, благодаря чему удалось сохранить его интерьер.
Сегодня костёл использует как украинская так и польская община. В отделке помещения есть предметы, которые попали сюда после закрытия в советское время других культовых сооружений города. В частности, в костёл Воздвижения Всечестного Креста в 1963 году передали скульптуры святых, иконы, богослужебные книги и конфесионалы (исповедальни) с иезуитского костёла Пречистого Сердца Иисуса. На боковой стене костёла сохранились самые старые в Западной Украине солнечные часы. 19 июля 2014 года храму было присвоено звание малой базилики, второй на Украине.